# Мир слов
Мир слов (англ. WordWorld) — американо-канадско-индийский мультсериал, направленный на обучение английскому языку детей 3-7 лет. Он выходит на 10 языках и в 90 странах. Оригинальный владелец мультсериала — PBS Kids, TVOKids, и Star Utsav.

## Сюжет
Всё в «Мире слов» состоит из букв. Жители, предметы, домики, и даже еда. В каждом эпизоде героев ждёт загадка, а решить её можно довольно просто — нужно составить из букв слово. Если оно построено правильно, слово, словно по волшебству, оживает и превращается в ту вещь, которую обозначает. Каждая серия заканчивается весёлой песенкой.

## Главные персонажи
- Утёнок — веселая жёлтая птица, которая стремится выучить как можно больше английских букв и слов. Часто попадает в довольно глупые ситуации, но друзья ему всегда помогают.
- Медведица — добрая и умная художница, которая пишет картины. Её голову украшает пурпурный бант.
- Лягушонок — самый умный житель Мира слов. Изобретательный, живёт в бревне, лучший друг Утёнка.
- Овечка — персонаж, который любит притворяться разными личностями — детективом, принцессой, супергероем.
- Хрюшка — повар, любит радовать окружающих своими кулинарными произведениями. Иногда съедает всё сам. Очень любопытный. На телевидении ведет своё кулинарное шоу «Готовим вместе».
- Пёсик — очень приветливый и дружелюбный персонаж. Всегда готов играть и выстраивать слова из букв. Он только лает, но его лай понятен всем жителям Мира слов.
- Муравей — лучший друг Хрюшки. Помогает ему готовить.

## Второстепенные персонажи
- Кенгуру — машинист. Дружит с Утёнком. Считает, что со звуками «OO» мир прекрасен. (этот звук есть в слове kangaroo).
- Акула — смешной положительный персонаж. Несмотря на устрашающий вид, сама трусовата. Дружит хорошо с Утёнком, который сначала называл её «схарк» (s-hark вместо sh-ark).
- Мартышка — живёт далеко в джунглях. Поэтому, когда главные персонажи к ней идут в гости, не обходится без приключений.
- Насекомые — bug, fly, bee (жук, муха, пчела) — три смешных персонажа. Очень любят летать. Жук — друг Лягушонка.
- Слониха — гуляет по джунглям. Помогает всегда, если нужно.
- Монстр — появляется в серии "Первый поход". Положительный персонаж.

## Серии 1 сезона
| Название серии                    | Сюжет | Чему учит                              | Слово для составления |
| --------------------------------- | --- | -------------------------------------- | --------------------- |
| 1. Сбежавшая О                    | Овечка и Медведица открывают коробку с буквами O. Но одна из них укатывается. | Буква O                                | BOX                   |
| 2. В каждом гиганте живёт муравей | Муравей устал быть маленьким, и поэтому он добавляет "GI" к своему имени, превращаясь в гиганта. Потом он понимает, что быть маленьким не так уж и плохо!                                                                       | Одни слова могут содержаться в других. | ant                   |
| 3. Ракета на Луну                 | Лягушонок считает,что для того чтобы построить ракету, нужны большие, прописные буквы. Хрюшка просит его присмотреть за его племянниками, Лягушонок даёт им строчные, маленькие буковки, но поросята тоже строят ракету из них. | Прописные и строчные буквы             | rocket                |
| 4. С днём рождения, Пёсик!!!      | Хрюшка испёк праздничный торт для Пёсика, но из-за ароматного запаха съел всё сам. Поэтому нужны буквы, чтобы спасти праздник.                                                                                                  | Слово cake                             | CAKE                  |
| 5. Овечка-повар                   | Хрюшка на своём шоу "Готовим вместе" застревает в горшочке. Овечка приходит его заменить, но оказывается, что нужно ещё верить в себя!                                                                                          | Слова pot, corn.                       | POT                   |
| 6. Птицы                          | Овечка, Медведица и Лягушонок находят яйцо. Овечка о нём заботится, и когда малыш вылупляется, возвращает его маме. | Слова bird, nest                       | BIRD                  |
| 7. Тайна пропавшего пирога        | Хрюшка испёк пирог для Медведицы. Но его кто-то украл. | Буквы B, E, A, R.                      | BEAR                  |
| 8. Акула                          | Акулу никто не понимает и не хочет с ней дружить. Утёнок не знает звука SH, и поэтому не знает, что s-hark (схарк) — акула. | Звук «SH»                              | SHOE                  |
| 9. Пироги, пироги, пироги!        | Хрюшка считает, что для большого числа пирогов нужны все буквы P, I, E. Но из-за того, что он всё съел сам, кроме одного пирога, он думал, что всё пропало. Но Пёсик предлагает букву S.                                        | Множественное число.                   | LOG                   |
| 10. Утиные родственники           | Утёнок ошибочно признаёт, что грузовик — его брат:названиями похожи (duck-truck), гудок грузовика похож на кряканье, они оба жёлтого цвета, и т.д.                                                                              | Рифма                                  | TRUCK                 |

## Критика
en:Common Sense Media дала мультсериалу оценку 4/5.